# Paul Fierlinger
Paul Fierlinger, (15. března 1936 v japonské Ašiji jako Pavel Fierlinger - 4. dubna 2025, Penn Wynne) byl tvůrce animovaných filmů a dokumentů.

## Život
Narodil se v japonské Ašiji, kde jeho rodina pobývala v diplomatických službách. Byl synem československého diplomata Jana Fierlingera a synovcem někdejšího sociálně demokratického premiéra a poté komunisty Zdeňka Fierlingera. V Japonsku se narodil v době, kdy zde jeho rodiče pracovali na československém velvyslanectví. Válku jeho rodina strávila v USA. Po návratu do ČSR rodina žila v letenském Molochově. Pavel byl drobný světlovlasý kluk s ohromným výtvarným nadáním, který fascinoval svým suverénním svobodomyslným chováním. Po dobu, kdy jeho rodiče pobývali v ČSR, chodil nejprve do gymnázia na Strossmayerově náměstí, později na internát do Poděbrad, kde byli jeho spolužáky Miloš Forman, Ivan Passer a Václav Havel.
Pavel Fierlinger vystudoval umění v roce 1955 v Bechyni a po vojenské službě pracoval na volné noze v Praze. V roce 1967 emigroval do Nizozemska a poté do Francie a Německa. V bavorském Mnichově si vzal za ženu českou fotografku Helenu Strakovou. V roce 1968 odešel do USA, kde získal trvalý pobyt. Od 90. let až do své smrti žil ve svém domě v Pensylvánii.

## Tvorba
Animaci se Fierlinger začal věnovat až ve Spojených státech amerických na konci 70. let. Jeho tvorba se vyznačuje významnými autobiografickými prvky. Mezi nejznámější snímky patří Kresleno z paměti (1995) a Zátiší s animovanými psy (2001). Na většině svým filmů spolupracoval se svou druhou ženou Sandrou Fierlinger. Jako animátor se podílel také na skečích známého seriálu Sezame, otevři se! (Sesam Street).

## Filmografie
- 1978 – Rainbowland
- 1979 – It's So Nice to Have a Wolf Around the House
- 1980 – Louis James Hates School
- 1982 – Teeny Little Super Guy
- 1988 – The Quitter (video film)
- 1990 – And Then I'll Stop... Does Any of This Sound Familiar? (video film)
- 1995 – Kresleno z paměti (Drawn from Memory)
- 2001 – Zátiší s animovanými psy (Still Life with Animated Dogs, TV film)
- 2009 – My Dog Tulip (Můj pes Tulip)
- 2015 – Slocum sám na moři (Slocum at Sea Himself)
- 2019 – Král všech těch ostatních (King of the Rest)